# 黒フェス
黒フェス〜白黒歌合戦〜（くろフェス〜しろくろうたがっせん〜）は、松崎しげる主催による音楽とエンタメを融合させたフェスティバルである。スポンサーはニッスイ・横尾材木店・SEIKO・第一興商など。文化放送とも連動する。
2015年にデビュー45周年として「松崎しげる デビュー45周年『黒フェス』～白黒歌合戦～」として開催。同年7月12日に9月6日が日本記念日協会から「松崎しげるの日」として認定され以後9月6日に毎年行われている。
2020年は新型コロナウイルス対策のため一部アーティストがリモート出演、観客動員制限のためストリーミングサービス「MUSER」で生配信などの措置が取られた。JOYSOUND「みるハコ」においてライブの模様を10月22日から11月21日までの期間限定で無料配信。

## 出演者
|                                         | 出演者 |
| --------------------------------------- | --- |
| 2015年9月6日 （幕張メッセ）             | - マイケル富岡（司会） - 大橋純子 - コロッケ - ゴスペラーズ - Silent Siren - SuG - 清水ミチコ - スターダスト☆レビュー - DJ KOO - 西田敏行 - HOUND DOG - 葉加瀬太郎 - 松崎しげる - ももいろクローバーZ - 竜馬四重奏 - Le Velvets ＜飲食ブース出店＞ - たいめいけん 三代目オーナーシェフ 茂出木浩司 - ラ・ベットラ・ダ・オチアイ - 日本橋室壱&中目黒壱哲 - ビィズ・ショコラ            |
| 2016年9月6日 （豊洲PIT）                | - 伊津野亮（司会） - 岡副麻希（司会） - 宮脇詩音（オープニングアクト） - 中川翔子 - 青木隆治 - May J. - 奥田民生 - 影山ヒロノブ - クリス・ハート - ももいろクローバーZ - 虹色オーケストラ（40mP監修） - 松崎しげる |
| 2017年9月6日 （豊洲PIT）                | - 伊津野亮（司会） - 橋本梨菜（司会） - Iris（オープニングアクト） - MILLEA（オープニングアクト） - サンボマスター - 高橋洋子 - TEE - ときめき♡宣伝部 - 松崎しげる - 祭nine. - ミラクルひかる - ももいろクローバーZ - 八代亜紀 - 吉田山田 - 宮前杏実（ex. SKE48） - 西川貴教（サプライズゲスト） - 三遊亭円楽（応援） - 国広富之（応援）                                             |
| 2018年9月6日 （豊洲PIT）                | - やまだひさし（司会） - 守永真彩（司会） - ノブ&フッキー（フロントアクト） - 杏里 - 打首獄門同好会 - Chage - 天童よしみ - BiSH - Fischer's - 松崎しげる - ももいろクローバーZ ＜場外ステージ（JOYSOUNDステージ）＞ - ノブ&フッキー（司会） - KIMIKA（司会） - BOYS AND MEN研究生 - 絶対直球女子!プレイボールズ - 飲食ブース出店:日本橋たいめいけん / パティスリー・ビィズ・ショコラ |
| 2019年9月6日 （豊洲PIT）                | - 伊津野亮（司会） - 渡辺美優紀（ex. NMB48） - 氏神一番 - 大橋純子 - 鬼龍院翔 - 純烈 - 松崎しげる - ももいろクローバーZ - 竜馬四重奏 - 東京ゲゲゲイ |
| 2020年9月6日 （TACHIKAWA STAGE GARDEN） | - 伊津野亮（司会） - 守永真彩（司会） - 703号室（岡谷柚奈)（オープニングアクト） - Le Velvets - TEE - BOYS AND MEN - ファンキー加藤 - Ange et Folletta - 河村隆一（リモート出演） - 中孝介 - 大黒摩季 - HOUND DOG - ももいろクローバーZ（リモート出演） - Mr.シャチホコ - 松崎しげる                                                                                                 |
| 2021年9月6日 （東京ガーデンシアター）   | - 伊津野亮（司会） - 守永真彩（司会） - mao - 豆柴の大群 - 市川由紀乃 - 森口博子 - 早見優 - 松本伊代 - オーイシマサヨシ - 手越祐也 - ももいろクローバーZ - 神奈月 - 大友康平（シークレットゲスト） - 松崎しげる |
| 2022年9月6日 （豊洲PIT）                | *松崎しげる - 伊津野亮（MC） - 守永真彩（MC） - ももいろクローバーZ - 杉山清貴 - 新しい学校のリーダーズ - RAB（リアルアキバボーイズ） - 藤あや子 - OWV - ASP - リトルブラックドレス（オープニングアクト） - 日本橋たいめいけん 茂出木浩司（サポーター） - ゆうちゃみ（サポーター）                                                                                                   |
| 2023年9月6日 （豊洲PIT）                | *松崎しげる - 津野亮（MC） - 守永真彩（MC） - ももいろクローバーZ - nobodyknows+ - THE冠 - 超ときめき♡宣伝部 - LiLiCo - 華原朋美 - 丘みどり - OCTPATH - ペレ草田（シークレットゲスト） - 日本橋たいめいけん 茂出木浩司（サポーター） |
| 2024年9月6日 （豊洲PIT）                | *松崎しげる - （MC） - （MC） - ももいろクローバーZ - 坂本冬美 - 手越祐也 - 高嶺のなでしこ - サンプラザ中野くん - and more |